# Губернский архитектор
Губернский архитектор — должность в Российский империи, связанная с осуществлением и регулированием архитектурно-строительной деятельности в губерниях. Существовала с последней четверти XVIII века до ликвидации государственного аппарата дореволюционной России.

## Первоначальное значение должности
Должность губернского архитектора возникла в соответствии с указом Екатерины II «Учреждения для управления губерний Всероссийской империи» и её же последующими распоряжениями о включении в местные правления новых должностных лиц, профессионально владевших вопросами градостроительства и архитектуры. Она вводилась не сразу повсеместно, а отдельными постановлениями для тех или иных регионов по мере необходимости. В число обязанностей губернских архитекторов входили составление проектов и смет на постройки, поверка проектной документации, освидетельствование имеющихся строений, предложения по размещению новых общественных зданий и по формированию в городах архитектурных ансамблей.
В царствование Павла I (который восстановил в административном делении губернии вместо введенных матерью наместничеств) и Александра I создание должностей губернских архитекторов продолжалось. Их причисляли к строительным экспедициям, которые с 1775 года относились к казённым палатам, а с 1806 года — к губернским правлениям. В начале пребывания на престоле Николая I в губерниях были созданы губернские строительные комиссии, которые первоначально подчинялись Министерству внутренних дел.

## Должность губернского архитектора в 1832—1864 годах
В 1832 году начала действовать первая редакция Строительного устава. На основании Строительного устава должность губернского архитектора была узаконена для всей империи. Занимать её могли «техники по строительной части», окончившие соответствующие учебные заведения.
Высочайше утверждённое 29 сентября (11 октября) 1832 года «Положение о новом образовании строительной части гражданского ведомства» стало ярким отражением идей централизации, присущих правлению Николая I. Оно поставило гражданское строительное дело, наряду с путями сообщения, в подчинение единому «Главному управлению Путей Сообщения и Публичных зданий», приближавшемуся к типу западноевропейских «министерств общественных работ». Главному управлению в 1833 году были переподчинены губернские строительные комиссии (впоследствии преобразованы в губернские строительные и дорожные комиссии). «Строительные комиссии в губерниях состояли, под председательством губернаторов, из трех членов: асессора, губернского архитектора и помощника его; кроме того — одного или двух офицеров корпуса путей сообщения». Губернские архитекторы, помимо строительной работы в губерниях, превратились в низовое звено продолжительной цепи согласований проектов, которая доходила до Петербурга.
В начале царствования Александра II губернские строительные и дорожные комиссии были включены в состав губернских правлений.

## Должность губернского архитектора после 1864 года
В ноябре 1864 года, согласно положению Государственного Совета «О преобразовании гражданской строительной и дорожной части», при всех губернских правлениях были учреждены строительные отделения, которым передали полномочия строительных и дорожных комиссий. Это стало «началом новой эпохи в деле управления строительною частью в Империи». Начиная с апреля 1865 года, эти отделения поступали в ведение Техническо-строительного комитета Министерства внутренних дел, сменившего упразднённое Главное управление путей сообщения и публичных зданий.
Важной особенностью проведенной реформы было то, что с этого момента уже не требовалось согласовывать в Петербурге проекты гражданских общественных сооружений — достаточно было визы губернского строительного отделения. Мнение Техническо-строительного комитета надлежало запрашивать лишь для тех объектов, «которые сопряжены с особою сложностью в техническом отношении, или имеют общее значение для нескольких губерний или для целой Империи».
Во главе строительных отделений были поставлены губернские инженеры, которые были членами Общего присутствия губернского правления. Губернские архитекторы были подчинены им «с правом совещательного голоса в Общем Присутствии при рассмотрении дел, касающихся строительной части» и при необходимости замещали губернских инженеров (к примеру, в случае болезни первых). Круг обязанностей губернских архитекторов сузился до рассмотрения архитектурной части проектов и участия в согласовании и надзоре за постройками.
После 1917 года, уже в советских условиях, должность губернского архитектора некоторое время номинально сохранялась в отдельных регионах — но в структуре органов коммунального хозяйства. После ликвидации губерний была окончательно упразднена.

## Губернские архитекторы в различных губерниях
- Архангельская губерния:

1. Шахларев, Алексей Петрович (до 1860)
2. Васильев, Дмитрий Васильевич (исполняющий должность, 1860-е)
3. Кармин, Матвей Васильевич (начало 1870-х)
4. Сарандинаки, Василий Васильевич (до 1880)
5. Бетюцкий, Владимир Александрович (1881)
6. Черлицкий, Александр Александрович (1880-е)
7. Краусп, Эдуард Антонович (1890-е)
8. Вуколов, Василий Георгиевич (1896—1899)
9. Иванов, Григорий Кузьмич (исполняющий должность, 1900-е)
10. Каретников, Андрей Андреевич (1910-е)
11. Капустин, Николай Павлович (исполняющий должность, 1916)

- Владимирская губерния:

1. Корицкий, Дмитрий Андреев
2. Петров, Евграф Яковлевич

- Вологодская губерния:

1. Бортников, Пётр Трофимович
2. Беляев, Константин Иванович

- Восточно-Сибирское генерал-губернаторство:

Алексеев, Александр Яковлевич
- Выборгская губерния:

Брокман, Иоганн
Карм, Вильгельм Яковлевич фон
Аренберг, Юхан Якоб
Аминов, Берндт Ивар (архитектор)
Шульман, Аллан
- Вятская губерния

Росляков, Филимон Меркурьевич
- Екатеринославская губерния:

Достоевский, Андрей Михайлович
- Енисейская губерния:

1. Бетюцкий, Владимир Михайлович
2. Шаров, Пётр Алексеевич (и. о.)
3. Соколовский, Владимир Александрович
4. Алфеев, Яков Иванович (1850—1852)

- Иркутская губерния:

Лосев, Антон Иванович
- Калужская губерния:

Ясныгин, Иван Денисович
- Киевская губерния:

1. Антоновский, Геннадий Михайлович
2. Иконников, Михаил Степанович

- Костромская губерния:

Фурсов, Пётр Иванович
- Курская губерния:

Баумиллер, Александр Антонович (1870-е — 1880-е)
- Московская губерния:

1. Вейденбаум, Александр Густавович
2. Борисов, Дмитрий Фомич
3. Большаков, Леонид Александрович

- Нижегородская губерния:

1. Ананьин, Яков Ананьевич — первый губернский архитектор Нижегородской губернии
2. Ефимов, Иван Ефимович
3. Килевейн, Роберт Яковлевич

- Оренбургская губерния:

Алфеев, Яков Иванович (1833—1842)
- Пензенская губерния:

Бетюцкий, Владимир Михайлович
- Пермская губерния:

Попатенко, Василий Васильевич (с 1878 по 1912 год)
- Рязанская губерния:

Воронихин, Николай Ильич
Бергер Михаил Александрович
- Санкт-Петербургская губерния:

Трифанов, Пётр Павлович
- Сибирская губерния:

Васильев, Андрей Васильевич
- Симбирская губерния:

1. Баумиллер, Александр Антонович (1860-е)
2. Афанасьев, Василий Филиппович

- Тамбовская губерния:

Бетюцкий, Владимир Михайлович
- Томская губерния:

1. Деев, Алексей Петрович
2. Шенфельд, Николай Иванович
3. Лангер, Андрей Иванович

- Тульская губерния:

Бетюцкий, Владимир Михайлович
- Харьковская губерния:

Ярославский, Пётр Антонович
- Эстляндская губерния (или Ревельская губерния):

Бантельман, Иоанн Даниэль
- Ярославская губерния:

1. Достоевский, Андрей Михайлович
2. Яровицкий, Иоасаф Филиппович